# Стеценко Олександра Петрівна
Олександра Петрівна Стеценко (26 квітня 1930 , Черкаси, Шевченківська округа ) — український архітектор, лауреат Шевченківської премії 1987 року, разом з Л. С. Кондратським, М. Я. Собчуком, С. М. Фурсенком (архітекторами), О. М. Дубовим (науковим консультантом) за Черкаський обласний краєзнавчий музей. 

## Біографія
Народилася 26 квітня 1930 року в місті Черкаси, тепер Черкаська область, Україна. За освітою інженер-будівельник. У 1954 році закінчила Московський інженерно-будівельний інститут. 
Під час будівництва Черкаського краєзнавчого музею — керівник майстерні Черкаської філії «Дніпроцивільпроектбуд».